# Bělásek rezedkový
Bělásek rezedkový (Pontia edusa) je středně velký, výrazně teplomilný motýl z čeledi běláskovitých. Každoročně na jaře přilétá z jižních zimovišť do České republiky, kde se do podzimu nejčastěji vyskytuje ve dvou generacích.

## Rozšíření
Druh žijící v Evropě, Malé a Střední Asii a ve středomořských oblastech Afriky. Severní hranici evropského rozšíření sahá až k 60° severní zeměpisné šířky a v jižních oblastech Alp vystupuje až do nadmořské výšky 2000 m. Pouze v jižní Evropě, severní Africe a teplých oblastech Asie se vyskytuje trvale, jeho populace v západní, střední a severní Evropě jsou jen přechodné. Motýli objevující se z jara v České republice jsou prvou vlnou migrujících jedinců z teplých krajů jižní Evropy, kde se vylíhli. Teprve později se smísí jejich potomci, kteří vylétli z kukel již vytvořených v Česku, s jižní migrační vlnou druhé generace.
Nejraději žijí ve slunných a teplých nížinatých oblastech polního, stepního i ruderálního charakteru, často se vyskytují na opuštěných zaplevelených polích, na neobhospodařovaných loukách nebo travnatých kamenitých stráních, náspech cest nebo železničních tratí. Jsou velmi dobří letci a nezdržují se na pevném stanovišti, pohybují se z místa na místo v rozsáhlém regionu.
V ČR se vyskytují téměř po celém území od nížin do podhůří, hojnější bývají v oblastech moravských úvalů a hlavně v teplých a suchých létech. Místní početnost odvisí od migrace, někdy dorazí jarní i letní populace, někdy přiletí až letní. Průměrné stavy tohoto druhu s ohledem na počasí sice ročně kolísají, motýl však není považován za ohrožený.

## Vzhled

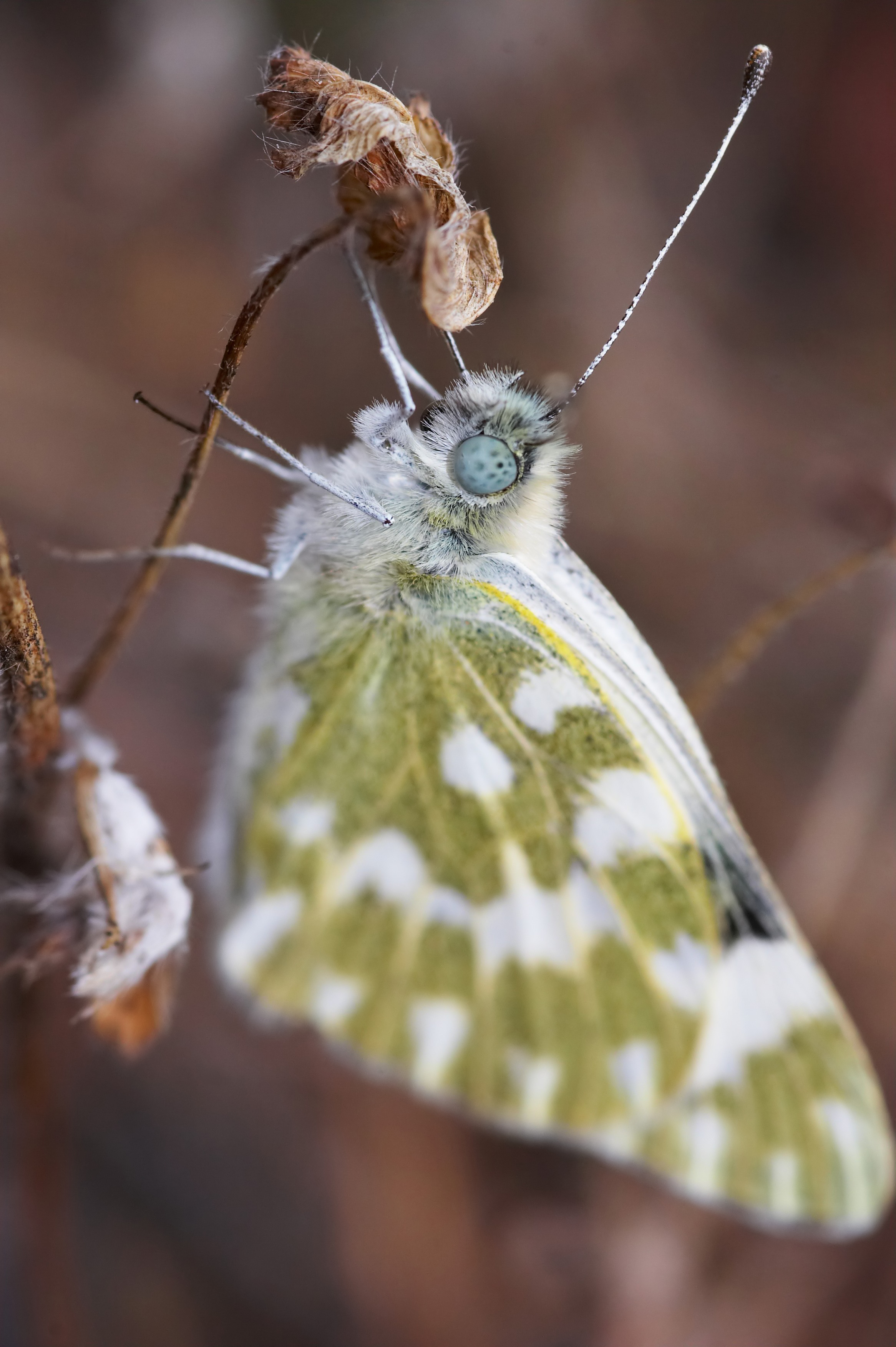
Spodní strana křídel

Motýl má rozpětí křídel 4,5 až 5 cm, bíle zbarvené svrchní plochy mají nápadné žilkování a početné černé skvrny. Samička má na zadních křídlech tmavší a větší skvrny, sameček je tamtéž spíše bílý. Na spodní, rubové straně mají oba výraznou, olivově zelenou kresbu.

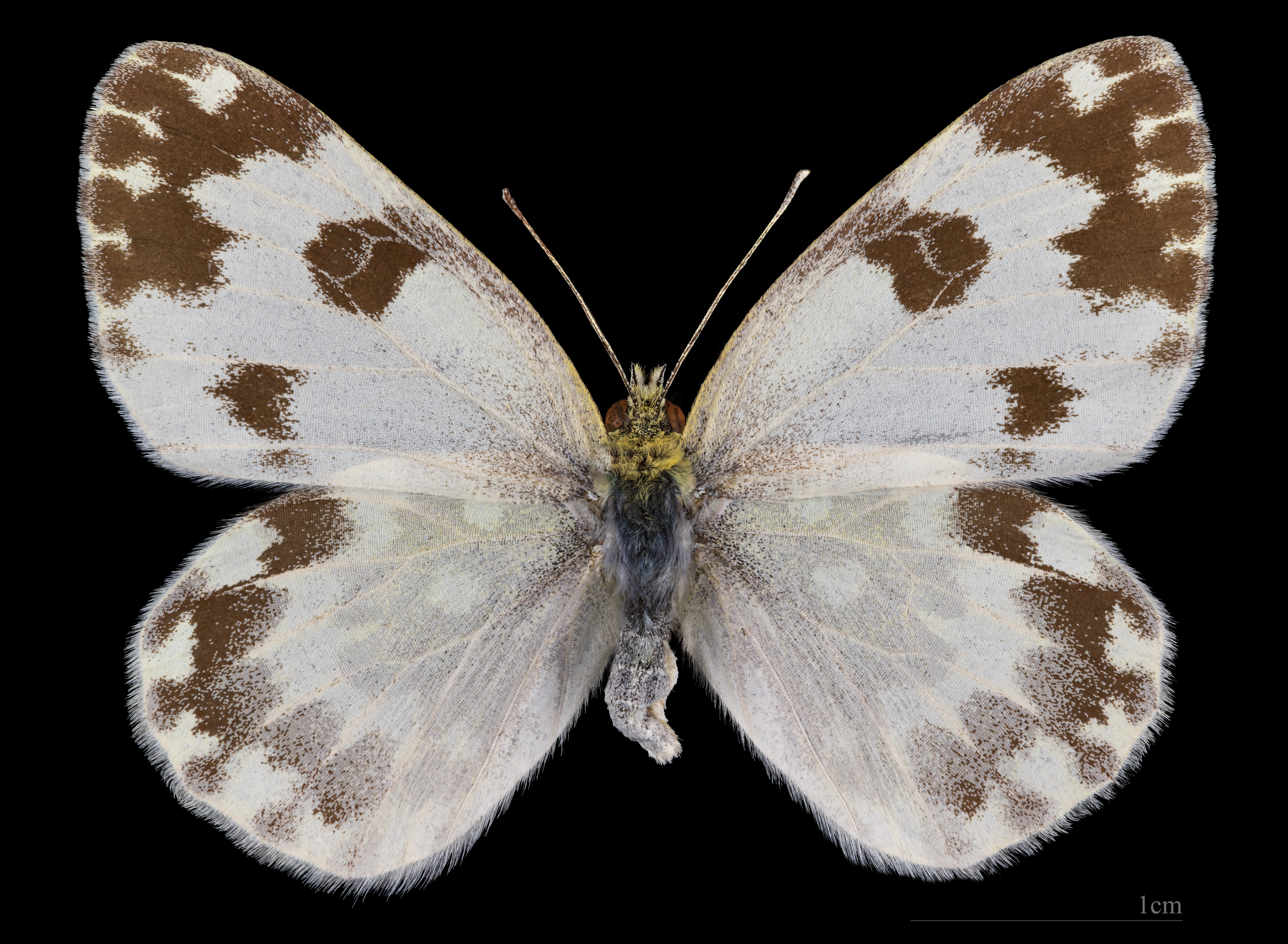
Dorsal side
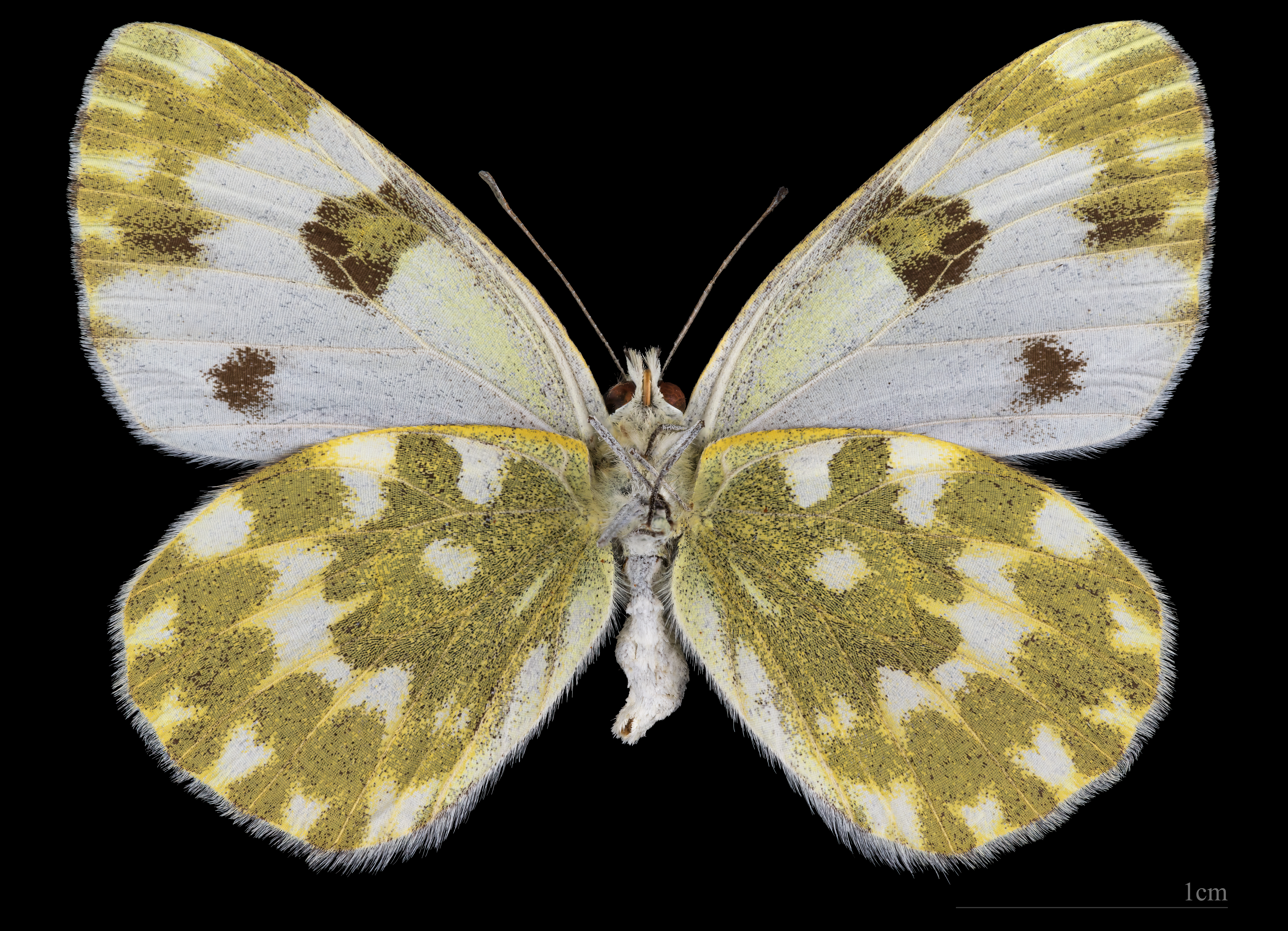
△ Ventral side

## Životní cyklus
Bělásek rezedkový mívá ve Střední Evropě obvykle dvě generace, délka života motýla od vylíhnutí je průměrně 16 dnů. Samička prvé generace klade obvykle v dubnu žlutozelená vajíčka, která se později zbarví oranžově. Vajíček bývá průměrně okolo 60 a jsou kladena na žírné rostliny jednotlivě. Asi za týden se z nich líhnou osamoceně žijící modrozelené housenky se dvěma žlutými podélnými pruhy a malými černými bradavkami. Po třech týdnech nepřerušovaného krmení na listech, květech i plodech se housenka na lodyze rostliny zakuklí zavěšená hlavou dolů. Za týden stadium přeměny v kukle skončí a vylétá další generace motýlů, kteří se v červenci neb srpnu spáří a začíná nový koloběh, od vajíček přes housenky až po kukly, ve kterých chce druh přečkat zimní období. Za mimořádně příznivých klimatických podmínek se z těchto kukel vylíhne koncem léta ještě třetí generace a její kukly se snaží přezimovat. Ve středoevropských kontinentální podmínkách však zimu nepřežijí a zahynou.

## Význam
Bělásci rezedkoví nejsou považováni za škodlivý druh, jejich housenky se živí rostlinami, které jsou spíše považovány za plevelné než užitkové. Požírají hlavně rostliny rodu rýt (dříve často nazývaný rezeda) a další byliny z čeledi brukvovitých, např. hulevník, huseník, pomořanka, potočnice, tařice a úhorník.

## Taxonomie
Podle posledních výzkumů je bělásek rezedkový (Pontia daplidice) podle morfologických znaků neodlišitelný od nově vytvořeného druhu Pontia edusa, navzájem se odlišují biochemicky. Tento nový druh údajně pravidelně migruje z jihu do střední Evropy a tudíž se vyskytuje i v ČR, kdežto Pontia daplidice zalétává pouze do západní Evropy. Někteří autoři naopak považují oba druhy pouze za poddruhy druhu Pontia daplidice.